# (3047) Гёте
(3047) Гёте (англ. 3047 Goethe, ранее 6091 P-L) — яркий астероид центральной части пояса астероидов диаметром около 6 км. Открыт 24 сентября 1960 года нидерландскими астрономами Ингрид ван Хаутен-Груневельд и Корнелисом ван Хаутеном на фотопластинках, снятых американским астрономом голландского происхождения Томом Герельсом в Паломарской обсерватории в Калифорнии, США. Астероид назван в честь немецкого поэта Иоганна Вольфганга Гёте.

## Орбита и классификация
Гёте является астероидом Главного пояса и не входит в какое-либо семейство. Он обращается вокруг Солнца в щели Кирквуда на расстоянии 2,6-2,7 а. е. с периодом 4 года и 3 месяца (1569 дней; большая полуось орбиты равна 2,64 а. е.). Орбита обладает малым эксцентриситетом, равным 0,03 и малым наклоном (2°) относительно плоскости эклиптики. Дуга наблюдения астероида начинается с официального открытия астероида в Паломарской обсерватории в сентябре 1960 года. В мае 2156 года астероид пройдёт на расстоянии 0,0497 км от астероида Амфитрита с относительной скоростью 1,66 км/с.

## Физические характеристики
Согласно данным обзора, проводимого в рамках миссии NEOWISE телескопа Wide-field Infrared Survey Explorer, Гёте обладает диаметром около 5,846 км, а поверхность обладает заметно высоким альбедо 0,362. По состоянию на 2018 год фотометрические наблюдения астероида не позволили получить вращательную кривую блеска астероида. Период вращения астероида и положение его полюсов также оставались неизвестными.

## Паломар-лейденское обозрение
Аббревиатура «P-L» в названии астероида обозначает Palomar-Leiden, Паломарскую обсерваторию и Лейденскую обсерваторию, сотрудники которых работали над Паломар-лейденское обозрением слабых малых планет в 1960-х годах. Том Герельс использовал для наблюдений телескоп имени Самуэля Ошина Паломарской обсерватории (также известный как 48-дюймовый телескоп системы Шмидта) и отправил
фотопластинки Ингрид и Корнелису ван Хаутен в Лейденскую обсерваторию, в которой проводилась астрометрическая обработка. Втроём учёные открыли несколько тысяч астероидов.

## Название
Данная малая планета была названа в честь немецкого поэта и драматурга Иоганна Вольфганга фон Гёте (1749—1832). Официально название было опубликовано Центром малых планет 29 сентября 1985 года (M.P.C. 10045).